# 宋河英
宋河英（韓語：송하영，1997年9月29日—），女團fromis_9的成員，隊內擔當副隊長、領唱及主舞。高中時曾是 Hip-Hop 熱舞社團員。2017年參加CJ E&M策劃的選秀節目《偶像學校》。最後以第二名畢業，成為fromis_9一員。出道前擁有瑜珈及曾擁有空中瑜珈教練證書，以前舊譯名字「宋荷瑛」。

## 演出作品

### 放送
- 2017年 MNET《偶像學校》[4]
- 2017年7月13日Mnet音放節目《M Countdown》 EP532 （Special Stage）[5]
- 2019年6月28号～2019年9月20号 MBC《我的小电视2》暂时代替安宥真MC
- 2019年11月17號、2019年11月24號 MBC《神秘音樂秀：蒙面歌王》擔任參賽者，出場名稱為「Queen Card」

### 偶像學校出道能力考察
| 集數 | 原唱 歌曲名              | 影片        | 個人得分 |
| 4    | TWICE 《Cheer up》       | YouTube上的 | 45       |
| 6    | Fifth Harmony 《BO$$》   | YouTube上的 | 82.1     |
| 8    | TWICE 《Like OHH AHH》   | YouTube上的 | 76.8     |
| 11   | 《幻想中的你》 (韓語：환상속의 그대） | YouTube上的 | 不適用   |
| 11   | 《High Five》 (韓語：하이파이브）  | YouTube上的 | 不適用   |

| 項目   | 分數  | 名次 |
| 歌唱   | 8.6分 | 3    |
| 舞蹈   | 5.9分 | 17   |
| 體力   | 9.8分 | 2    |
| 總平均 | 8.1分 | 4    |

紅色箭頭為前排名上升，藍色箭頭為排名下降，標記 = 則為排名不變。每集結尾會公布各學生的排名。
| 第一集 (網路投票+簡訊投票)   | 7              |
| 第二集 (網路投票+簡訊投票)   | 1 ↑6           |
| 第三集 (網路投票+簡訊投票)   | 該集不公布排名 |
| 第四集 (網路投票+簡訊投票)   | 4 ↓3           |
| 第五集 (網路投票+簡訊投票)   | 1 ↑3           |
| 第六集 (網路投票+簡訊投票)   | 9 ↓8           |
| 第七集 (網路投票+簡訊投票)   | 1 ↑8           |
| 第八集 (網路投票+簡訊投票)   | 1 =            |
| 第九集 (網路投票+簡訊投票)   | 2 ↓1           |
| 第十集 (網路投票+簡訊投票)   | 該集不公布排名 |
| 第十一集 (網路投票+簡訊投票) | 2 =            |
| 出道                         |                |

## 外部連結
- 宋河英的Instagram帳戶